# Project Coast
Project Coast (etwa: „Projekt Küste“) war der Deckname eines um 1981 begonnenen Projektes der südafrikanischen Apartheidsregierung. Ziel war die Aufrüstung des Landes mit chemischen und biologischen Waffen.

## Geschichte

### Entwicklung und Einsatz chemischer und biologischer Waffen
In den späten 1970er Jahren wuchs in der südafrikanischen Regierung die Befürchtung, dass feindlich gesinnte Mächte das Land mit B- oder C-Waffen angreifen könnten. Gleichzeitig setzte es die bisherige Forschung im Bereich der chemisch-biologischen Kriegsführung (CBW) fort. Leiter des Projekts war Wouter Basson, ein südafrikanischer Kardiologe und Mitglied der South African Defence Force sowie Leibarzt des südafrikanischen Präsidenten Pieter Willem Botha.
Am Beginn sollte das Projekt zunächst nur Abwehrmaßnahmen gegen chemische und biologische Waffen entwickeln. Mit der Zeit wurde die Forschung allerdings auch auf die Entwicklung von Angriffswaffen ausgedehnt wie z. B. Gewehrmunition, die mit Krankheitserregern kontaminiert war, welche ausschließlich schwarze Menschen töten und damit als ethnische Waffe dienen sollte. Außerdem wurden im Project Coast zahlreiche Toxine entwickelt und erprobt, unter anderem ein Tränengas namens „New Generation Tear Gas (NGT)“ (auch als CR bezeichnet), das deutlich stärker wirkte als übliches CS-Tränengas und unter anderem zum Einsatz gegen Großdemonstrationen des ANC gedacht war. Zu den erforschten Waffensystemen gehörten Chemikalien wie Methaqualon und MDMA, die in nicht-tödlichen Dosen zur Bekämpfung von Unruhen vorgesehen waren, sowie Pyridin, das nach Einsatz in den Townships die dortigen schwarzen Männer unfruchtbar machen sollte. Auch der Einsatz von unfruchtbar machenden Mitteln im Trinkwasser der Townships wurde erwogen.
Zur Tarnung wurden vier Scheinfirmen gegründet, die auch kommerzielle Projekte durchführten. Die Delta G Scientific in Midrand war für die Erforschung und Produktion chemischer Waffen zuständig. 1985 hatte sie 165 Angestellte, darunter 20 Wissenschaftler. In den Roodeplaat Research Laboratories wurde die Bekämpfung von biologischen Waffen erforscht, eine weitere Firma war Protechnik, die ebenfalls chemische Waffen testete. Infladel war für die Verwaltung und Finanzierung des Projekts verantwortlich.
1982 führten die Aktivitäten des Project Coast erstmals zu Opfern, als in der Operation Duel bzw. Operation Barnacle mehrere hundert gefangene Kämpfer der südwestafrikanischen Befreiungsorganisation SWAPO sowie unzuverlässige Informanten der SADF durch Chemikalien, die zur Muskellähmung führten, getötet wurden. Anschließend wurden ihre Leichen aus Flugzeugen in den Atlantik geworfen. 1983 wurden Demonstranten in Dukuduku gefesselt, mit einer giftigen Salbe beschmiert, die aber wider Erwarten nicht tödlich wirkte, und schließlich durch Einspritzen eines Muskelgifts getötet. 1985 wurden vier gefangengenommene SWAPO-Mitglieder zu Tode gespritzt, im Folgejahr wurde das ehemalige Mitglied der Special Forces, Victor de Fonseca, der an einem Hirntumor litt, als möglicher Verräter durch vergifteten Tee und Orangen getötet. Ende der 1980er Jahre begann eine Zusammenarbeit mit der 1986 gegründeten geheimen Militäreinheit Civil Cooperation Bureau. Unter anderem arbeitete das Project Coast mit dem Polizeigeneral Lothar Neethling bei der Lieferung von Giften zusammen. 1992 wurde das Project Jota zur weiteren Forschung im defensiven Bereich vom Project Coast abgespalten.
1993 wurde das Projekt geschlossen; die Waffenbestände wurden möglicherweise vollständig vernichtet und die Armee beendete die Zusammenarbeit mit zwei Firmen. Es gibt daran jedoch Zweifel und es besteht die Möglichkeit, dass einzelne Wissenschaftler Bakterienkulturen für Weiterentwicklungen privat genutzt haben könnten. Im Januar 1993 informierte General Daniel Knobel (Generalarzt der SADF) den damaligen Verteidigungsminister Eugene Louw über das Chemiewaffenprogramm. Nur wenige Tage später hatte Südafrika die Chemiewaffenkonvention signiert.
Wie viele Menschen dem Project Coast zum Opfer gefallen sind, ist unbekannt.

## Vorgänge nach der Einstellung des Waffenprogramms
Der südafrikanische Geheimdienst hatte nach Projektende einige ehemalige Mitarbeiter unter fortgesetzter Observation. Wouter Bassons Dienstverhältnis in der SADF endete zum 31. März 1993 in Folge des Berichts von Generalstabschef Pierre Steyn über die militärischen Geheimdienststrukturen an den damaligen Staatspräsidenten. Basson unterhielt danach von 1993 bis 1995 enge Beziehungen zu Stellen in Libyen, wodurch er als Konsultant bei einem Eisenbahnstreckenbau und der Errichtung medizinischer Einrichtungen tätig geworden war. Diesbezügliche Kontakte hatte der Unternehmer und ANC-Unterstützer Sol Pienaar auf mehrmaligen gemeinsamen Reisen im Land ermöglicht, sei aber zu diesem Zeitpunkt über die militärische Vergangenheit Bassons nicht informiert gewesen. Die Aktivitäten wurden auch von den Geheimdiensten der USA und des Vereinigten Königreichs aufmerksam verfolgt. Schließlich wandten sich beide Staaten an die südafrikanische Regierung und baten sie um Wiedereinstellung von Basson in den Staatsdienst, wodurch er besser kontrollierbar sei. Es wurde befürchtet, dass er in Libyen wichtige Details über das ehemalige chemisch-biologische Waffenprogramm Südafrikas weitergegeben haben könnte.
Am 11. April 1994 trafen sich der US-amerikanische (Princeton Lyman) und der britische Botschafter mit Präsident Frederik Willem de Klerk und seinem damaligen Verteidigungsminister Hendrik Jacobus Coetsee. Während dieses Kontakts brachten sie die Befürchtung ihrer Regierungen zum Ausdruck, dass sich neben Libyen auch weitere Länder Informationen über das Waffenprogramm beschaffen und südafrikanische Wissenschaftler dazu angeworben werden könnten. Ein weiteres Treffen in diesem Kreis fand kurz vor der Parlamentswahl am 22. April 1994 statt, in dessen Verlauf de Klerk seine Zusicherung bekräftigte, den Amtsnachfolger im Präsidentenamt über diese Angelegenheiten zu informieren. Nach der Wahl verzögerte sich das Briefing von Nelson Mandela in dieser Sache, wonach die US-Regierung sehr beunruhigt war und auf Grund großer Sorge wegen einer eventuell bevorstehenden Proliferation über den Kontakt mit Thabo Mbeki um ein schnellstmögliches Gespräch bei Präsident Mandela ersuchte. Weil die Besuche Bassons zu dieser Zeit in Libyen ungehindert ihre Fortsetzung fanden, waren die beobachtenden Dienste alarmiert und veranlassten seitens der USA und Großbritanniens eine dritte Demarche bei der südafrikanischen Regierung.
Nelson Mandela griff nach Konsultationen mit seinem Außenminister Alfred Nzo und dem Vize-Verteidigungsminister Ronnie Kasrils die Angelegenheit auf. Er war inzwischen auf der Basis des südafrikanischen Dokuments Enquiry by Ambassadors of the USA and UK über diese Dinge umfassend in Kenntnis gesetzt. Aus diesem Diskussionsprozess ging die Auffassung hervor, wonach die beste Lösung eine Wiedereinstellung Bassons in die Dienste des südafrikanischen Militärs und die Übertragung einer Aufgabe als Kardiologe sei.

## Nachwirkungen
Das Project Coast wurde vor der Wahrheits- und Versöhnungskommission behandelt. Basson sagte dort aus, bat aber nicht um Amnestie, da er sich unschuldig fühlte. Er war ab 1999 wegen vielfachen Mordes und weiterer im Zusammenhang mit seiner Projekttätigkeit begangener Taten vor dem High Court in Pretoria angeklagt. Einige ehemalige Mitarbeiter sagten umfangreich aus. Basson wurde jedoch 2002 von allen Anklagepunkten freigesprochen, da er als Soldat auf militärische Befehle gehandelt habe.

## Adaptionen
Um das Projekt Coast geht es auch in dem 2014 erschienenen und von Jérôme Salle inszenierten Kinofilm Zulu, der auf dem gleichnamigen Roman von Caryl Férey basiert.